# Don Revie
Donald George Revie OBE (Middlesbrough, 10 juli 1927 – Edinburgh, 26 mei 1989) was een Engels profvoetballer en voetbaltrainer. Als voetballer speelde Revie voor Leicester City, Hull City, Manchester United, Sunderland en Leeds United. Tevens speelde Revie zes interlands voor Engeland en scoorde hierin viermaal. Als trainer van Leeds United boekte Revie zijn grootste successen. Zo won hij onder andere tweemaal het Engels landskampioenschap en tweemaal de Jaarbeursstedenbeker.

## Erelijst
Als speler
 Manchester City
- FA Cup: 1955/56

 Engeland
- British Home Championship: 1954/55, 1955/56 (gedeeld), 1956/57

Als trainer
 Leeds United
- Jaarbeursstedenbeker: 1968, 1971
- Football League Second Division: 1963/64
- Football League First Division: 1968/69, 1973/74
- FA Cup: 1971/72
- Football League Cup: 1967/68
- FA Charity Shield: 1969

 Engeland
- British Home Championship: 1974/75

Persoonlijk
- FWA Footballer of the Year: 1954/55
- Officer of the Order of the British Empire: 1969